# Bulgáriában történt légi közlekedési balesetek listája
A Bulgáriában történt légi közlekedési balesetek listája mind a halálos áldozattal járó, mind pedig a kisebb balesetek, meghibásodások miatt történt, gyakran csak az adott légiforgalmi járművet érintő baleseteket is tartalmazza évenkénti bontásban.

## Bulgáriában történt légi közlekedési balesetek

### 1955
- 1955. július 27., Petrics közelében. Az El Al légitársaság 402-es járatát, egy Lockheed L-149 Constellation típusú repülőgépet lelőttek az ország légterében, miután az nem azonosította magát a légi irányítás számára. A gépen utazó 51 utas és 7 fő személyzet közül mindenki életét vesztette.[1][2]